# محمد علال سيناصر
محمد علال سيناصر ولد في وجدة سنة 1941، هو فيلسوف وكاتب وسياسي مغربي. كان وزيرا للشؤون الثقافية مابين (1992 - 1995)، وهو أخ محمد حبيب سيناصر الأكاديمي والسياسي المغربي.